# 기저율
확률 및 통계학에서 기저율(사전 확률이라고도 함) 또는 베이스 레이트(base rate)는 "특징적 증거"(가능도)에 대해 조건적이지 않은 확률의 종류이다.
이는 특정 특성이나 특징을 가진 인구 내 개인의 비율을 의미한다. 예를 들어, 인구의 1%가 의료 전문가이고 나머지 99%가 의료 전문가가 아니라면 의료 전문가의 기저율은 1%이다. 기저율과 특징적 증거를 통합하는 방법은 베이즈 법칙에 의해 주어진다.
의학을 포함한 과학 분야에서 기저율은 비교에 매우 중요하다. 의학에서 치료의 효과는 기저율을 이용할 수 있을 때 분명해진다. 예를 들어, 아무 치료도 하지 않은 대조군이 1일 이내에 1/20의 회복 기저율을 보이고, 어떤 치료법이 1일 이내에 1/100의 회복 기저율을 보인다면, 해당 치료가 회복을 적극적으로 감소시킨다는 것을 알 수 있다.
기저율은 통계적 추론, 특히 베이즈 통계학에서 중요한 개념이다. 베이즈 분석에서 기저율은 관찰된 데이터와 결합되어 관심 있는 특성이나 특징의 확률에 대한 우리의 믿음을 갱신한다. 갱신된 확률은 사후 확률로 알려져 있으며, B가 관찰된 데이터를 나타낼 때 P(A|B)로 표시된다. 예를 들어, 인구 내 질병의 유병률을 추정하는 데 관심이 있다고 가정해보자. 기저율은 해당 질병을 가진 인구 내 개인의 비율이 될 것이다. 특정 개인에 대해 양성 검사 결과를 관찰한다면, 베이즈 분석을 사용하여 개인이 해당 질병을 가질 확률에 대한 우리의 믿음을 갱신할 수 있다. 갱신된 확률은 기저율과 질병 상태에 따른 검사 결과의 가능도(likelihood)의 조합이 될 것이다.
기저율은 의사결정에도 중요하며, 특히 거짓 양성과 거짓 음성의 비용이 다른 상황에서 더욱 그렇다. 예를 들어, 의료 검사에서 거짓 음성(질병 진단 실패)은 거짓 양성(질병 오진)보다 훨씬 더 큰 비용을 초래할 수 있다. 이러한 경우, 기저율은 양성 검사 결과에 대한 적절한 임계값에 대한 결정을 알리는 데 도움이 될 수 있다.

## 기저율 오류
많은 심리학 연구에서 기저율 무시 또는 기저율 오류라는 현상을 조사했으며, 이 현상에서는 범주 기저율이 제시된 증거와 규범적인 방식으로 통합되지 않는다. 하지만 이 오류가 얼마나 흔한지에 대한 모든 증거가 일관적이지는 않다. 수학자 키스 데블린은 모든 사람의 1%에게 영향을 미치는 가상의 암 유형으로 위험을 설명한다. 의사가 해당 암에 대한 검사가 약 80% 신뢰성이 있으며, 암 환자의 100%에서 양성 결과를 제공하지만, 암에 걸리지 않은 사람의 20%에서는 '위양성'을 초래한다고 말한다고 가정해보자. 양성 반응이 나오면 사람들은 암에 걸릴 확률이 80%라고 믿을 수 있다. 데블린은 대신 확률이 5% 미만이라고 설명한다. 이 통계에서 빠진 것은 관련 기저율 정보이다. 의사에게 "양성 반응을 보이는 사람(기저율 그룹) 중 몇 명이 암에 걸렸는가?"라고 물어야 한다. 특정 개인이 특정 계층의 구성원일 확률을 평가할 때 기저율 외의 정보, 특히 특징적 증거가 고려되어야 한다. 예를 들어, 흰 의사 가운을 입고 청진기를 걸고 약을 처방하는 사람이 보이면, 이 특정 개인이 의료 전문가일 확률이 범주 기저율 1%보다 훨씬 더 유의미하다는 결론을 내릴 수 있는 증거가 있다.

## 같이 보기
- 베이즈 법칙
- 사전 확률
- 유병률